# Clifton (Union Island)
Clifton ist ein Hafenort auf der Insel Union Island, die zum Staat St. Vincent und die Grenadinen gehört. Er liegt an der Südostküste der Insel.
Östlich des Ortes liegt der Union Island Airport.

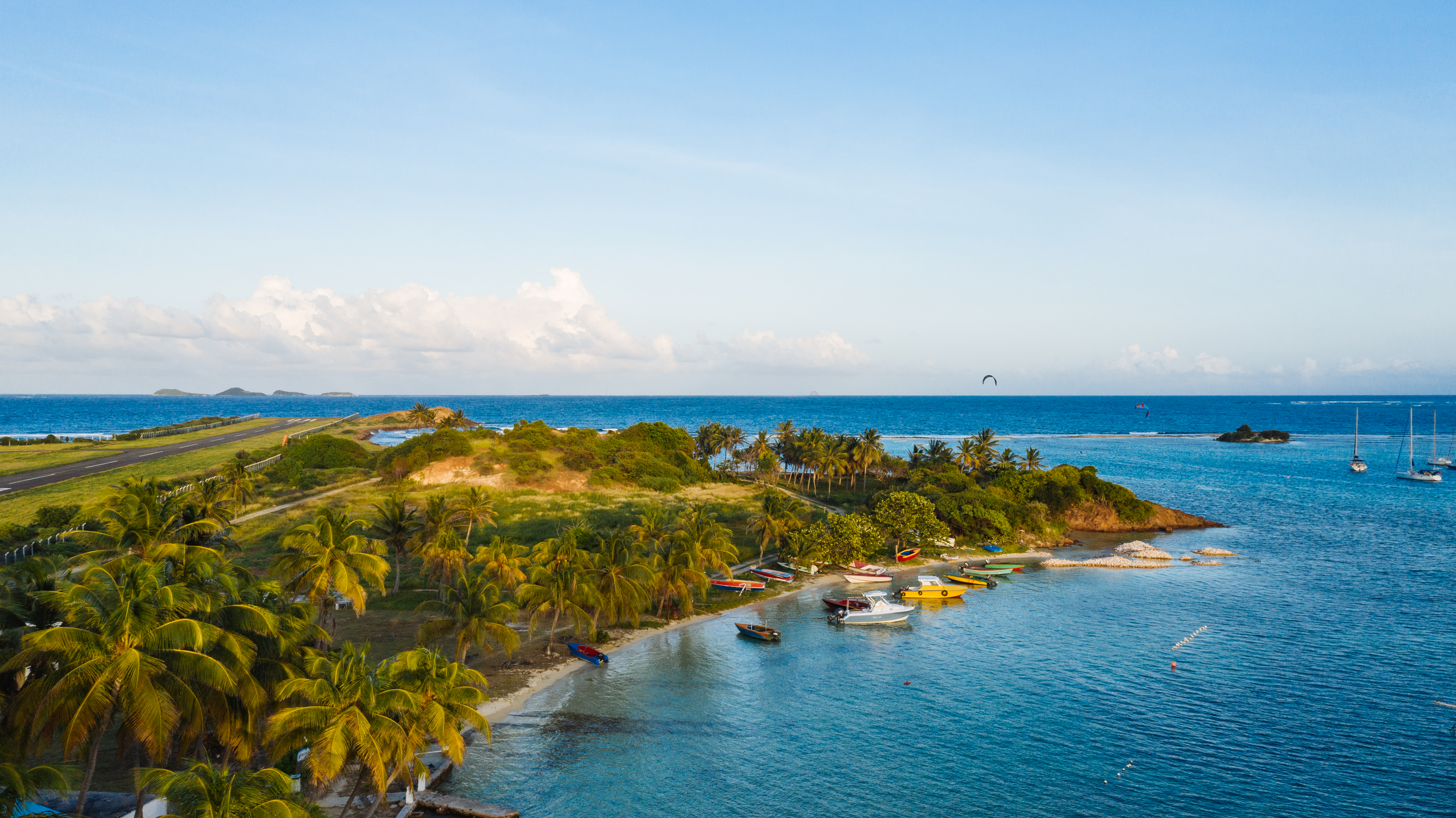
Strand auf Union Island
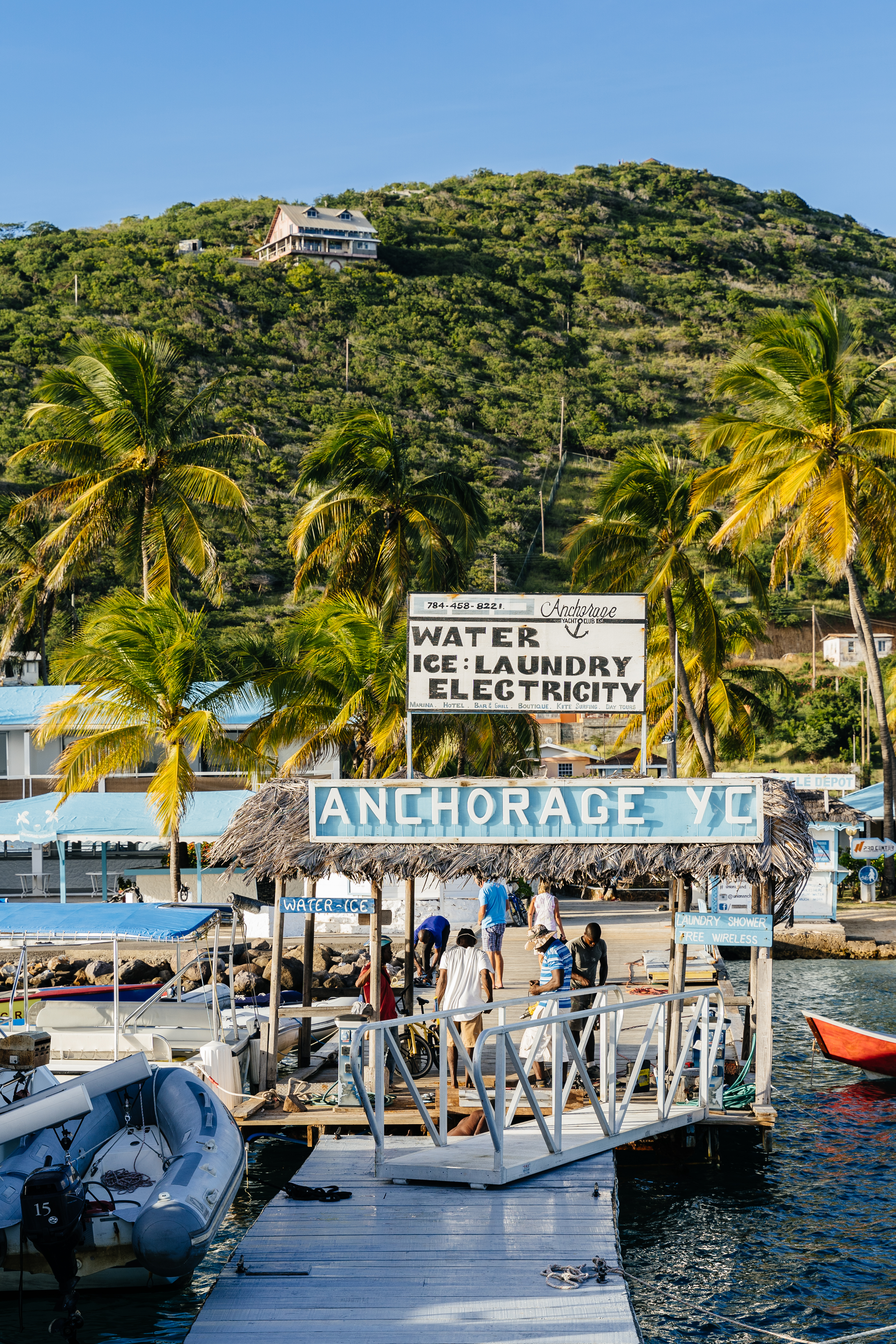
Steg des Anchorage Yacht Club am Hafen von Clifton
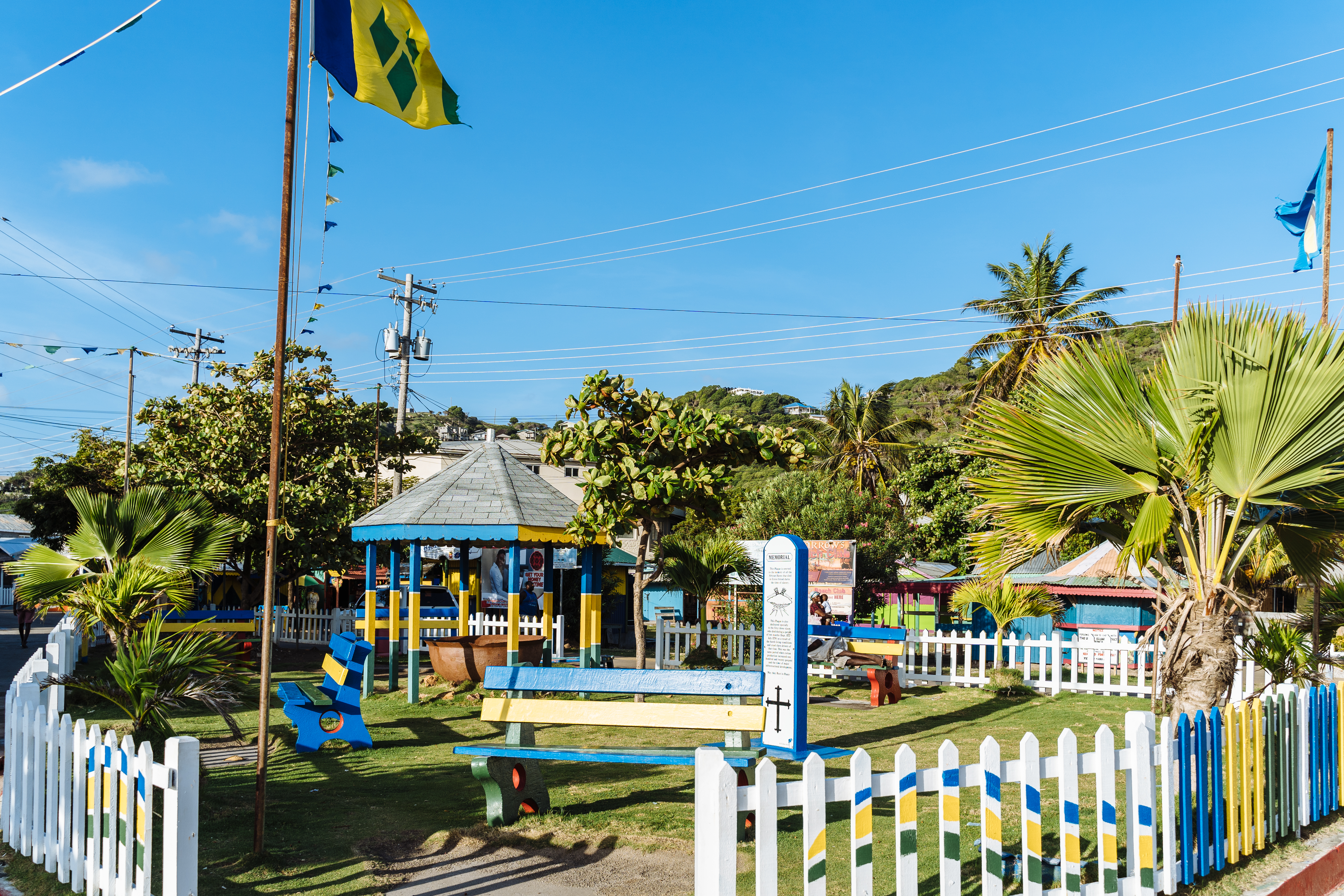
Denkmal auf dem zentralen Platz von Clifton
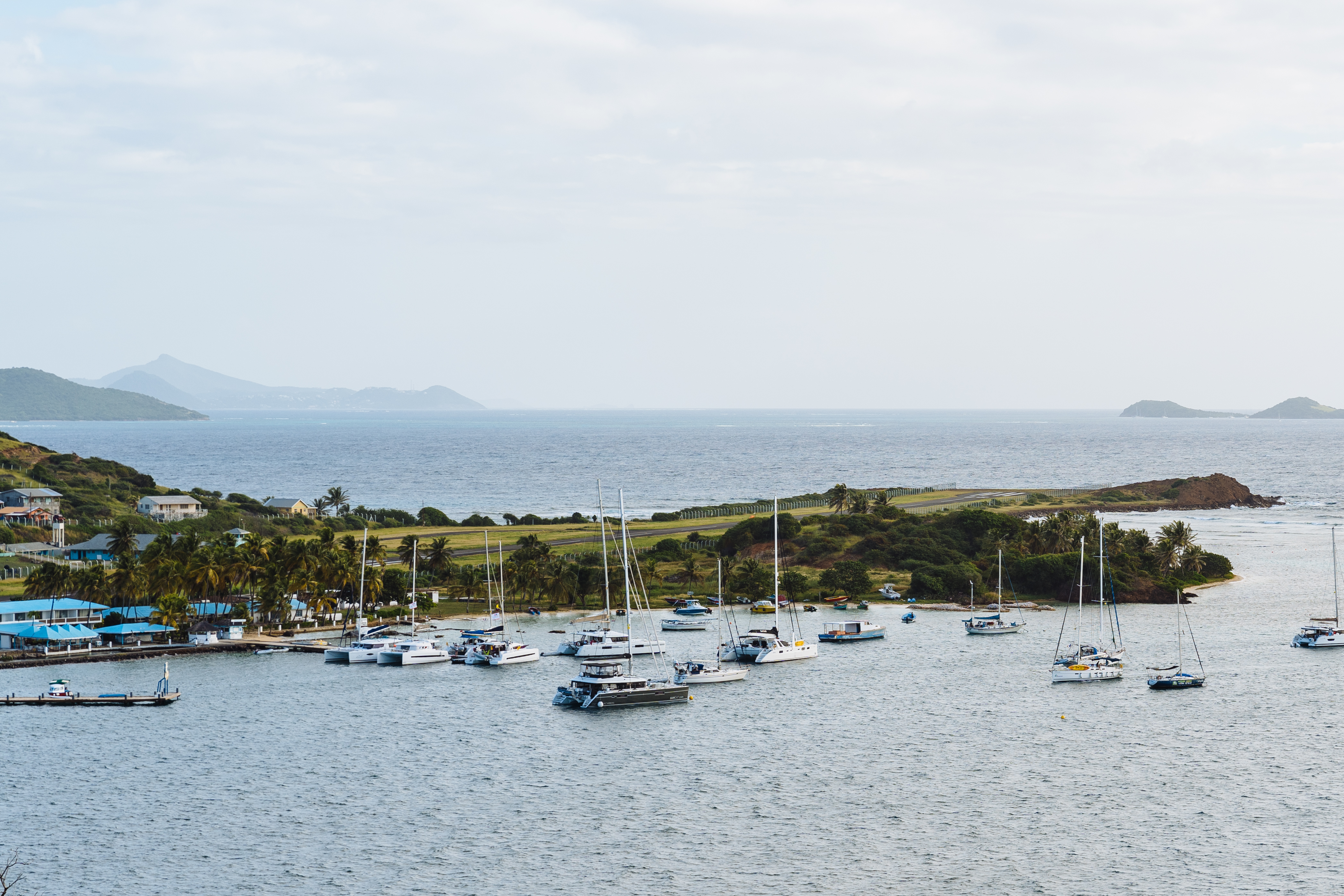
Union Island Flughafen